# (5837) Hedin
(5837) Hedin (2548 P-L) – planetoida z pasa głównego asteroid okrążająca Słońce w ciągu 5,55 lat w średniej odległości 3,13 j.a. Odkryta 24 września 1960 roku.